# 杨和镇 (永宁县)
杨和镇，是中华人民共和国宁夏回族自治区銀川市永宁县下辖的一个乡镇级行政单位。为永宁县政府驻地。明嘉靖七年（1528年）为杨和堡，以宁夏参将庆阳人杨和之名命名。民国时曾改杨和为养和。1962年设杨和街道居委会，1975年设杨和街道，1987年改为杨和镇。一些农作物品种，如养和堡白皮大稻、养和堡黄豆等仍以养和为名。境内纳家户村有纳家户清真寺，常有各地穆斯林前往朝拜。

## 行政区划
杨和镇下辖以下地区：
王太村、惠丰村、杨和村、永红村、观桥村、纳家户村、东全村、南北全村、旺全村、红星村和农作物研究所生活区。